# DJ Falcon
Stéphane Quême, detto DJ Falcon (Parigi, 2 gennaio 1973), è un disc jockey e produttore discografico francese.

## Biografia
È il fratello di Delphine Quême (Quartet) e cugino di Alan Braxe (Alain Quême). È stato descritto come "il grande minimalista della french touch".

## Carriera
Nel 1999, Falcon pubblicò il suo primo EP su Roulé , l'etichetta musicale di Thomas Bangalter dei Daft Punk. Prima di produrre su Roulé, lavorò nel dipartimento A&R della Virgin. Dopo l'uscita del suo EP, lavorò con Bangalter per formare il gruppo Together, pubblicando ufficialmente due canzoni "So Much Love to Give" e "Together". Da allora ha realizzato un numero significativo di remix e DJ set.
Nel 2013, è stato presente nel quarto album in studio dei Daft Punk, Random Access Memories, nella traccia finale "Contact". La canzone era basata su un campione che Falcon e Bangalter avevano originariamente utilizzato ed eseguito durante i DJ set come Together.
Nel 2022, Falcon e Alan Braxe hanno debuttato con nuova musica su una nuova etichetta discografica Smugglers Way, sottogruppo di Domino, che intende pubblicare nuova e vecchia musica house francese del duo e di altri artisti. Oltre a questo, la coppia ha annunciato di aver iniziato a fare musica come duo chiamato Braxe + Falcon, con il loro primo singolo a Marzo, il loro primo EP ad agosto e un album solista di debutto destinato all'uscita all'inizio del 2023. Il loro singolo di debutto presenta la voce di Panda Bear.

## Discografia

### Da solista
Album
- 1999 – Hello My Name Is DJ Falcon

### Con i Together
- 2000 – Together
- 2002 – So Much Love to Give

### Con Braxe + Falcon
- 2022 – Step By Step feat. Panda Bear / "Creative Source"
- 2022 – Step By Step EP
- 2023 – Step By Step Remixes EP